# Carolina Markowicz
Carolina Markowicz (São Paulo) é uma cineasta e roteirista brasileira. Ela escreveu e dirigiu dois longas-metragens e seis curtas-metragens exibidos em mais de 400 festivais de cinema de todo o mundo, dentre eles Cannes, Locarno, Toronto, SXSW e AFI, tendo conquistado mais de 100 prêmios.
Em setembro de 2015, ela foi um dos dez cineastas emergentes convidados a fazer parte do Laboratório de Talentos do TIFF, cujos mentores foram Wim Wenders, Jim Stark, Christine Vauchon e Malgorzata Szumowska.
Em 2018, ela foi selecionada para fazer parte da Berlinale Talents e da Locarno Filmmakers Academy, onde fez parte de um artigo do Indiewire que lhe apresentou como "uma dos novos cineastas mais promissores do mundo".
Em 2019, foi convidada a integrar o projeto SEE Factory, no qual coescreveu e codirigiu o curta-metragem Spit, exibido no dia de abertura da Quinzena dos Realizadores em Cannes 2019.
Em 2020, foi citada como parte dos Top 10 Novos Cineastas Brasileiros em uma lista feita pelo portal Papo de Cinema através de uma votação entre diversos críticos do país.
Em 2021, Carolina foi convidada a se tornar membro da AMPAS, a Academia responsável pelo Oscar.
Pedágio, seu segundo longa-metragem estreou em Toronto, onde Carolina recebeu, em 2023, o Emerging Talent Award no TIFF Tribute Awards, ao lado de artistas como Pedro Almodóvar, Spike Lee e Patricia Arquette. 

## Biografia
Seu primeiro longa-metragem, Carvão, 2022, teve sua estreia mundial na Platform Competition do Festival Internacional de Cinema de Toronto e sua estreia europeia no Festival de San Sebastián, conquistando até agora mais de 10 prêmios ao redor do mundo.
Pedágio, seu segundo longa, foi selecionado para 84 festivais e conquistou 28 prêmios até o momento, incluindo Melhor Filme no Festival Internacional de Cinema de Roma (presidido por Gael García Bernal), no Leeds Film Festival e no Oostende Film Festival.
O Órfão, 2018, é o curta-metragem mais reconhecido de sua carreira. Estreou na Quinzena dos Realizadores em Cannes e também foi selecionado oficialmente para o Festival Internacional de Cinema de Toronto. O Órfão foi vencedor da Queer Palm, sendo o primeiro filme brasileiro a receber este prêmio. Também foi selecionado para Locarno, TIFF 2018, AFI, SXSW (onde ganhou um Prêmio Especial de Reconhecimento do Júri) e mais de oitenta festivais.
Edifício Tatuapé Mahal, que escreveu e co-dirigiu, estreou no Festival Internacional de Cinema de Toronto em 2014. Lá, Carolina foi considerada uma das "cinco cineastas a serem observadas" pelo curador Shane Smith na Co-Create. Edifício Tatuapé Mahal é um dos curtas mais premiados de 2014 no Brasil e foi selecionado para mais de duzentos festivais ao redor do mundo, incluindo Edimburgo, Varsóvia, Atlanta, Flórida, Toulouse e Havana. Os prêmios incluem Melhor Roteiro e quinze prêmios de Melhor Filme. Ficou entre as Melhores do Ano do Vimeo Staff Picks de 2017.
Foi uma das criadoras da série original Netflix Ninguém Tá Olhando, que ganhou o Emmy Internacional de 2020.   
Postergados é seu terceiro curta-metragem, estrelado pelos atores César Bordón e Mirella Pascual. Estreou no Festival de Biarritz em 2017 e ganhou melhor roteiro em Gramado. Seu quarto curta-metragem, Long Distance Relationship, estreou no TIFF 2017 e teve sua estréia nos EUA no SXSW 2018, e foi exibido em muitos festivais, incluindo Palm Springs, Atlanta e Melbourne.  
Dirigiu seu primeiro curta-metragem, 69 - Praça da Luz, em 2007. Com este filme, ganhou diversos prêmios em todo o mundo, incluindo melhor curta-metragem no Festival do Rio, e exibição no MoMa.

## Filmografia
| Ano  | Título                     | Formato            | Função      |
| ---- | -------------------------- | ------------------ | ----------- |
| 2007 | 69 - Praça da Luz          | curta-metragem     | diretora    |
| 2014 | Edifício Tatuapé Mahal     | curta-metragem     | diretora    |
| 2016 | Postergados                | curta-metragem     | diretora    |
| 2017 | Long Distance Relationship | curta-metragem     | diretora    |
| 2018 | O Órfão                    | curta-metragem     | diretora    |
| 2019 | Spit                       | curta-metragem     | diretora    |
| 2019 | Ninguém Tá Olhando         | série de televisão | co-criadora |
| 2022 | Carvão                     | longa-metragem     | diretora    |
| 2023 | Pedágio                    | longa-metragem     | diretora    |